# Лемковщина
Ле́мковщина (также Лемковина, Лемковская Русь; лемк. Лемковина, укр. Лемківщина, Лемковина, пол. Łemkowszczyzna) — территория исторического расселения лемков в Карпатах на северных склонах Низких Бескид и частично Сондецких Бескид между реками Ославой на востоке и Попрадом на западе. Расположена на юго-востоке современной Польши (в юго-восточной части Малопольского воеводства и крайне юго-западной части Подкарпатского воеводства). Иногда понятие «Лемковщина» трактуется в более расширенном значении и включает помимо юго-восточных районов Польши также северо-восточные районы Словакии и северо-западные районы Закарпатской области Украины.

## История
В межвоенной Польше Лемковщина почти полностью находилась в пределах Краковского воеводства. В её состав входили пять уездов, с центрами в городах Новы-Сонч (площадь территории, заселённой лемками 20,72 км²), Грыбув (585 км²), Горлице (916 км²), Ясло (820 км²) и Кросно (727 км²), общая площадь территории 4 310 км².
Южные границы Лемковщины проходили вдоль польско-чехословацкой границы. Самой западной её точкой считалось село Королева Русская (ныне пол. Królowa Górna). Северная граница проходила через сёла Бинчарово (пол. Binczarowa), Белянка (пол. Bielanka), Ропица Русская (ныне пол. Ropica Polska), Раздолье (пол. Rozdziele), Пилигримка (пол. Pielgrzymka), Мысцово (пол. Myscowa) и Гирово (пол. Hyrowa).
После Второй мировой войны бо́льшая часть территории Лемковщины вошла в состав Польской Народной Республики. В 1945—1946 годах многие лемки (до 70 тысяч) были переселены в УССР. В 1947 году в результате проведения «Операции Висла» оставшееся лемковское население (около 30 тысяч) было депортировано в западные польские воеводства, а опустевшие территории заселили поляки.